# Cràtor
Cràtor (en llatí Crator, en grec Κράτωρ) va ser un llibert de Marc Aureli (Marcus Aurelius Verus) que va escriure una història de Roma fins al seu temps, en la qual dona el nom dels cònsols i altres magistrats republicans.